# Ramón Latorre
Ramón Rogelio Latorre de la Cruz (Santiago de Chile, 1941) es un bioquímico chileno, Premio Nacional de Ciencias Naturales de Chile del año 2002, reconocido por sus investigaciones en el campo de los canales iónicos de las membranas celulares.

## Biografía
Realizó sus estudios de enseñanza media en el Liceo José Victorino Lastarria.En el año 1965 se recibió de bioquímico en la Escuela de Química y Farmacia. En 1969 se doctoró en Ciencias con Mención en Biología en la Universidad de Chile, siendo uno de los primeros estudiantes de dicha carrera. Posteriormente recibió una beca del National Institute of Health de EE. UU., y cumplió labores en su laboratorio de biofísica de dicha institución hasta el año 1972. Regresó a Chile y ocupó el cargo en la Facultad de Ciencias de profesor asistente. Luego del golpe de Estado de septiembre de 1973, volvió a EE. UU. y se desempeñó en el Departamento de Fisiología de la Universidad de Duke como científico visitante. Dos años más tarde trabajó en el departamento de Ciencias Fisiológicas y Farmacológicas de la Universidad de Chicago como profesor asistente y en 1977 pasa a desempeñar su tarea docente en la Escuela de Medicina de la Universidad de Harvard.
De regreso a su país, en 1983 trabajó en la Facultad de Ciencias de la Universidad de Chile como profesor de Fisiología Celular. Al año siguiente fundó junto al físico Claudio Teitelboim el Centro de Estudios Científicos de Santiago, que más tarde se trasladó a Valdivia.

## Premios y distinciones
Sus trabajos en el campo de los canales de iones ha sido reconocido a través de varios premios nacionales e internacionales. En 1989 fue honrado con el premio Elizabeth Cole otorgado por la Sociedad de Biofísica de los EE. UU. y ese mismo año fue nombrado Profesor Distinguido por el Baylor Collage of Medicine en Houston, Texas, EE. UU. En 1990 obtuvo la beca de la John Guggenheim Memorial Foundation y en 1992 recibió el Premio en Biología que concede la Academia Mundial de Ciencias (TWAS). Obtuvo la Cátedra Presidencial otorgada por el presidente de la República de Chile los años 1996 y 1999. El 2002 se le concedió el Premio Nacional en Ciencias Naturales de Chile y la Medalla Rectoral de la Universidad de Chile. El 2003 fue nombrado miembro de una de las Secciones de Estudio del Instituto Nacional de Salud de los EE.UU y profesor Robert F. Kennedy en Estudios Latinoamericanos por la Universidad de Harvard, Boston, MA, EE. UU. una distinción que ha sido otorgada a Miembros distinguidos de la comunidad Latinoamericana como Carlos Fuentes y Mario Vargas Llosa. En el año 2007 el Gobierno Mexicano lo distinguió con el Premio México, premio otorgado a científicos de Latinoamérica (excepto México), españoles y portugueses siendo el primer chileno en recibir tal distinción. Ese mismo año, el Dr. Latorre fue nombrado Vicepresidente de la Conferencia Gordon que se lleva a cabo en los EE.UU cada dos años. En reconocimiento a su aporte a la Fisiología chilena, el Dr. Latorre fue nombrado miembro honorario de la Sociedad Chilena de Ciencias Fisiológicas el 2010. Ese mismo año el Dr. Latorre recibió la Cátedra Miguel Alemán Valdés de parte de la Fundación del expresidente de México don Miguel Alemán Valdés.En el año 2011 pasa a dirigir el Centro Interdisciplinario de Neurociencia de Valparaíso. El 2012 fue nombrado Dr. Honoris Causa, Universidad de la República Oriental del Uruguay, Facultad de Medicina.